# 393
393（三百九十三、さんびゃくきゅうじゅうさん）は自然数、また整数において、392の次で394の前の数である。

## 性質
- 393は合成数であり、約数は 1, 3, 131, 393 である。
  - 約数の和は528。
- 123番目の半素数である。1つ前は391、次は394。
  - 3連続で半素数が続く10番目の数である。1つ前は301、次は445。
  - 約数の個数が3連続で同じになる13番目の数である。1つ前は374、次は445。
- 49番目の回文数である。1つ前は383、次は404。
- 各位の和が15になる22番目の数である。1つ前は384、次は429。
- 393 = 12 + 142 + 142 = 22 + 102 + 172 = 42 + 42 + 192 = 42 + 112 + 162
  - 3つの平方数の和4通りで表せる34番目の数である。1つ前は390、次は395。(オンライン整数列大辞典の数列 A025324)
  - 393 = 22 + 102 + 172 = 42 + 112 + 162
    - 異なる3つの平方数の和2通りで表せる78番目の数である。1つ前は392、次は394。(オンライン整数列大辞典の数列 A025340)
- 393 = 73 + 72 + 1
  - n = 7 のときの n3 + n2 + 1 の値とみたとき1つ前は253、次は577。(オンライン整数列大辞典の数列 A098547)

## その他 393 に関連すること
- スカパー!のCh393は、SPEEDチャンネル。
- ジャーヴィス (USS Jarvis, DD-393) は、アメリカ海軍の駆逐艦。
- ヘイヴァーフィールド (USS Haverfield, DE-393) は、アメリカ海軍の護衛駆逐艦。
- クイーンフィッシュ (USS Queenfish, SS/AGSS-393) は、アメリカ海軍の潜水艦。